# Lotus E22
Lotus E22 je vůz formule 1 týmu Lotus F1 nasazený pro rok 2014. Vozidlo pilotovali Francouz Romain Grosjean a Venezuelan Pastor Maldonado. První oficiální snímky vozu byly předvedeny 22. ledna 2014 na internetu, skutečný vůz se ukázal až 19. února při testování v Bahrajnu.

## Výsledky v sezóně 2014
| Legenda k tabulce | Legenda k tabulce                                                                       |
| Barva             | Výsledek                                                                                |
| ----------------- | --------------------------------------------------------------------------------------- |
| Zlatá             | Vítěz                                                                                   |
| Stříbrná          | 2. místo                                                                                |
| Bronzová          | 3. místo                                                                                |
| Zelená            | Bodované umístění                                                                       |
| Modrá             | Nebodované umístění                                                                     |
| Modrá             | Dokončil neklasifikován (NC)                                                            |
| Fialová           | Odstoupil (Ret)                                                                         |
| Červená           | Nekvalifikoval se (DNQ)                                                                 |
| Červená           | Nepředkvalifikoval se (DNPQ)                                                            |
| Černá             | Diskvalifikován (DSQ)                                                                   |
| Bílá              | Nestartoval (DNS)                                                                       |
| Bílá              | Závod zrušen (C)                                                                        |
| Světle modrá      | Pouze trénoval (PO)                                                                     |
| Světle modrá      | Páteční testovací jezdec (TD)                                                           |
| Bez barvy         | Netrénoval (DNP)                                                                        |
| Bez barvy         | Vyřazen (EX)                                                                            |
| Bez barvy         | Nepřijel (DNA)                                                                          |
| Bez barvy         | Odvolal účast (WD)                                                                      |
| Bez barvy         | Nezúčastnil se (prázdné)                                                                |
| Označení          | Význam                                                                                  |
| Tučnost           | Pole position                                                                           |
| Kurzíva           | Nejrychlejší kolo                                                                       |
| †                 | Jezdec nedojel do cíle, ale byl klasifikován, protože odjel více než 90 % délky závodu. |
| ‡                 | Byl udělován poloviční počet bodů, protože bylo odjeto méně než 75 % délky závodu.      |
| Horní index       | Umístění bodujících jezdců ve sprintu                                                   |

| Rok  | Šasi      | Motor                         | Pneu | Jezdci    | 1   | 2   | 3   | 4   | 5   | 6   | 7   | 8   | 9   | 10  | 11  | 12  | 13  | 14  | 15  | 16  | 17  | 18  | 19  | Body | Umístění |
| ---- | --------- | ----------------------------- | ---- | --------- | --- | --- | --- | --- | --- | --- | --- | --- | --- | --- | --- | --- | --- | --- | --- | --- | --- | --- | --- | ---- | -------- |
| 2014 | Lotus E22 | Renault Energy F1-2014 1.6 V6 | P    |           | AUS | MAL | BHR | CHN | ESP | MON | CAN | AUT | GBR | GER | HUN | BEL | ITA | SIN | JPN | RUS | USA | BRA | ABU | 10   | 8.       |
| 2014 | Lotus E22 | Renault Energy F1-2014 1.6 V6 | P    | Grosjean  | Ret | 11  | 12  | Ret | 8   | 8   | Ret | 14  | 12  | Ret | Ret | Ret | 16  | 13  | 15  | 17  | 11  | 17  | 13  | 10   | 8.       |
| 2014 | Lotus E22 | Renault Energy F1-2014 1.6 V6 | P    | Maldonado | Ret | Ret | 14  | 14  | 15  | DNS | Ret | 12  | 17  | 12  | 13  | Ret | 14  | 12  | 16  | 18  | 9   | 12  | Ret | 10   | 8.       |
| 2014 | Lotus E22 | Renault Energy F1-2014 1.6 V6 | P    | Pic       |     |     |     |     |     |     |     |     |     |     |     |     | TD  |     |     |     |     |     |     | 10   | 8.       |
| 2014 | Lotus E22 | Renault Energy F1-2014 1.6 V6 | P    | Ocon      |     |     |     |     |     |     |     |     |     |     |     |     |     |     |     |     |     |     | TD  | 10   | 8.       |